# 마이어스게임즈
마이어스게임즈(Maius Games Co., LTD)는 대한민국의 온라인 게임 개발 회사이다. 2008년 8월에 법인으로 설립되었으며, 현재 MMORPG 《모나크온라인》을 개발하고 있다.
2011년 경기도 성남시 분당구 서현동 263번지 분당스퀘어 10층 1007호로 회사를 이전하였다.

## 제품
- 모나크: 새 시대의 영웅들 - 현재 서비스 중.